# Ricardo Miranda
Ricardo Miranda (Manágua, 22 de agosto de 1976) é um político e sindicalista canadense que foi eleito para a Assembleia Legislativa de Alberta nas eleições gerais de 2015 em Alberta, representando o distrito eleitoral de Calgary-Cross.
Em 2 de fevereiro de 2016, Miranda foi nomeado Ministro da Cultura e Turismo de Alberta.

## Antes da política
Em 1988, Miranda deixou a Nicarágua, que fora devastada pela guerra, imigrando para o Canadá como refugiado quando tinha apenas dez anos de idade. Ele se formou na Father Lacombe High School, em Calgary, e concluiu o Bacharelado em Artes pela Universidade de Calgary.
Miranda se envolveu por vários anos em ativismo por várias organizações de direitos dos trabalhadores. Enquanto empregado como aeromoço da Air Canada, foi eleito presidente de seu sindicato local, um dos maiores da União Canadense de Funcionários Públicos. Ele passou a trabalhar para a CUPE como pesquisador no escritório da CUPE National em Alberta, onde conheceu e trabalhou com Louis Arab, marido do primeiro-ministro e líder do NDP de Alberta, o Exmo. Rachel Notley. Como pesquisador do CUPE, Miranda também contribuiu para políticas públicas como membro do conselho do Parkland Institute, um think tank de políticas públicas baseado em Edmonton, sediado na Faculdade de Artes da Universidade de Alberta.

## Carreira política
A entrada de Miranda na política veio após o incentivo da líder do NDP de Alberta, Rachel Notley, que sugeriu que ele poderia concorrer ao partido NDP de Alberta. Anteriormente, Miranda havia atuado como membro de vários comitês, atuando inclusive como presidente do Comitê Permanente sobre o Futuro Econômico de Alberta.
Ele foi eleito como MLA nas eleições gerais de Alberta em 2015, tornando-se um dos três primeiros políticos abertamente LGBT eleitos para a legislatura provincial, ao lado dos colegas Michael Connolly e Estefania Cortes-Vargas. Em fevereiro de 2016, Miranda foi nomeado Ministro da Cultura e Turismo de Alberta em um governo provincial liderado por Notley.

## Vida pessoal
Miranda já declarou ser homossexual. Além de pertencer a um grupo minoritário sexual, Miranda falou publicamente sobre as dificuldades de sua infância em fugir da guerra e da perseguição, e tem sido a voz do judaísmo na legislatura.
Miranda se tornou o primeiro ministro de Alberta a se casar em um casamento do mesmo sexo. Em uma cerimônia de casamento realizada em 28 de dezembro de 2018 no Museu Glenbow de Calgary, Miranda se casou com o namorado e parceiro Christopher Brown. Ele conheceu Brown no início de 2018, quando este trabalhava como funcionário da Ministra de Serviços Infantis de Alberta Danielle Larivee. A cerimônia de casamento de Miranda e Brown foi oficiada pela Premier de Alberta, Rachel Notley.